# Robert W. Morgan
Robert W. Morgan (ur. 23 lipca 1937, zm. 22 maja 1998) – amerykańska osobowość radiowa.

## Wyróżnienia
Posiada swoją gwiazdę na Hollywoodzkiej Alei Gwiazd.